# Bahri Guiga
Pour les articles homonymes, voir Guiga.
Bahri Guiga, né le 4 mars 1904 à Testour et décédé le 2 septembre 1995, est un avocat et homme politique tunisien.

## Biographie
Originaire du village berbère de Takrouna, il suit ses études secondaires au lycée Carnot de Tunis, avec Habib Bourguiba, qui est alors son meilleur ami. Il poursuit ensuite des études de droit à la faculté de droit de Paris ; sa thèse de doctorat s'intitule L'évolution du Charaâ et son application judiciaire en Tunisie.
En 1928, il obtient son diplôme de l'École libre des sciences politiques, en section « Finances publiques ».
Il est l'un des fondateurs en 1932 du journal L'Action tunisienne avec Habib Bourguiba, Tahar Sfar et Mahmoud El Materi. Il devient trésorier dans le premier bureau politique du Néo-Destour issu du congrès extraordinaire tenu à Ksar Hellal le 2 mars 1934. Il est aussi membre de 1971 à 1979 de la Commission internationale de juristes (CIJ).

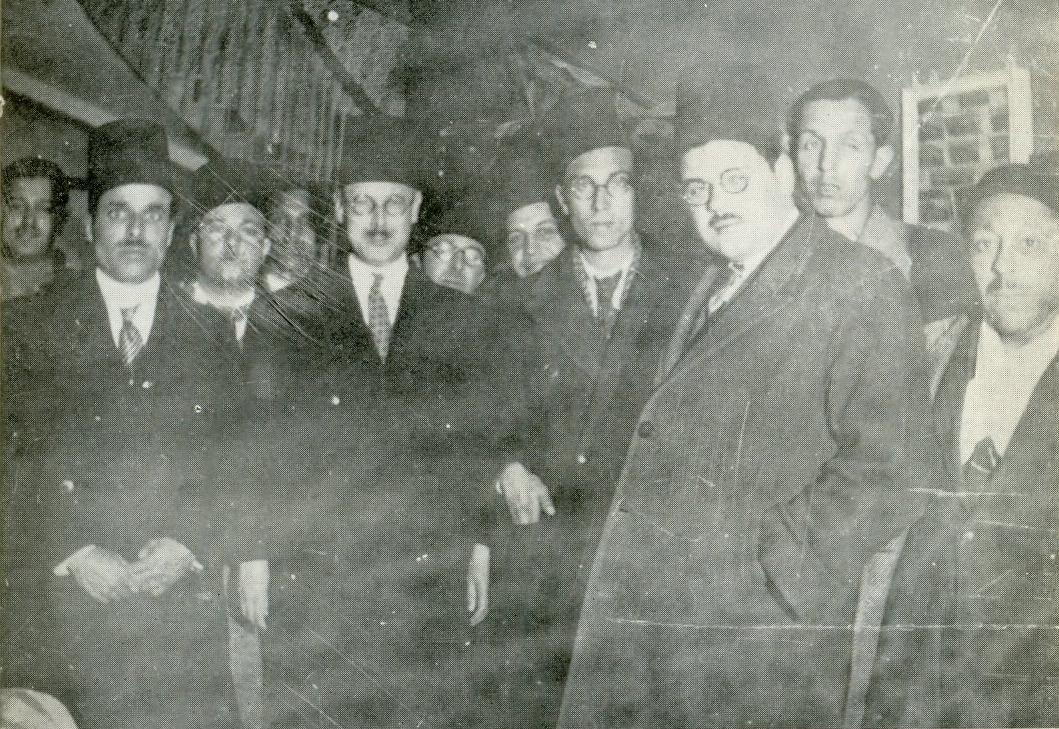
De gauche à droite : Bourguiba, El Materi, Guiga et Sfar au congrès de Ksar Hellal qui voit naître le Néo-Destour
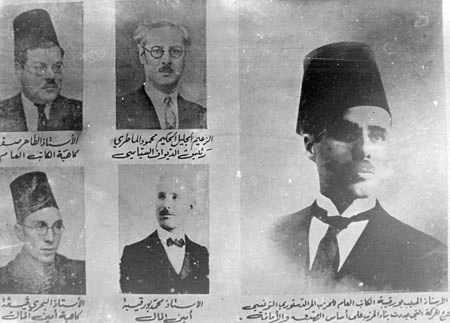
Premier bureau politique du Néo-Destour avec Guiga en bas à gauche

Fils de Hamouda Guiga, Bahri Guiga est le neveu de l'écrivain Abderrahman Guiga et l'oncle de Tahar Guiga, auteur de plusieurs romans en langue arabe, et de Driss Guiga, ministre tunisien de la Santé, de l'Éducation et de l'Intérieur, qui entrera dans son cabinet d'avocats.